# Johann Zarco
Johann Zarco, né le 16 juillet 1990 à Cannes, est un pilote de vitesse moto français, double champion du monde Moto2 en 2015 et 2016.
Après avoir fait ses gammes dans différents championnats d'Europe et d'Italie de Pocket-Bike, il est sélectionné pour participer à la Red Bull MotoGP Rookies Cup de 2007, qu'il remporte.
Il effectue un court passage par la Red Bull MotoGP Academy en 2008, et fait ses débuts en Championnat du monde en 2009, en catégorie 125 cm3. À l'issue de deux saisons d'apprentissage, il lutte pour le titre en 2011, saison qu'il termine finalement vice-champion du monde.
Cette saison réussie lui ouvre les portes de la Moto2 en 2012. Il signe ses premiers podiums dans la catégorie l'année suivante puis obtient son premier sacre de champion du monde de vitesse moto en 2015, avec huit victoires et plus de cent points d'avance sur son dauphin Alex Rins. Toujours engagé en Moto2 en 2016, il remporte 7 victoires et conserve son titre.
Il rejoint la catégorie reine en 2017 avec l'équipe Monster Yamaha Tech3. Il termine la saison et la suivante à la sixième place du championnat avec trois podiums. Au cours de la saison 2018, il annonce rejoindre l'équipe Red Bull KTM Factory Racing pour deux saisons. Cette collaboration s'avère finalement infructueuse et les deux parties décident de se séparer après quelques mois seulement. le Français rejoint le LCR Team pour les trois derniers Grands Prix de la saison 2019.
Après plusieurs semaines de spéculations et d'incertitudes concernant son avenir, Johann Zarco rejoint finalement Ducati et l'équipe Avintia pour la saison 2020. Elle se solde par une pole position, un podium à Brno et la treizième place du championnat. Pour la saison 2021, Zarco est promu par Ducati et rejoint l'équipe italienne Pramac, en remplacement de Jack Miller. Il termine cinquième du championnat et remporte le titre de meilleur pilote indépendant avec quatre podiums. Avec quatre nouveaux podiums, il se classe huitième de la saison 2022. Le 21 octobre 2023, il remporte sa première victoire en MotoGP lors du Grand Prix d'Australie. En fin de saison 2023, il se classe cinquième du championnat.
Pour la saison 2024, Johann Zarco s'engage à nouveau avec le LCR Team pour un contrat de deux ans, avec une possibilité d'extension jusqu'en 2026. Cette collaboration avec l'équipe monégasque est marquée par la seconde victoire en MotoGP du Cannois lors du Grand Prix de France 2025, où aucun pilote français ne s'était imposé en catégorie reine depuis 71 ans. 

## Biographie

### Les débuts
En 2004, Johann Zarco rencontre son manager Laurent Fellon (père du pilote Lorenzo Fellon), qui travaillait chez Polini en 2003. Il commence ainsi la compétition en moto. Sous les conseils avisés de son manager, Zarco s'oriente vers les compétitions de Pocket-Bike italiennes, il s'illustre ainsi pendant trois ans dans différents championnats d'Europe et d'Italie. En 2004, il finit quatrième du championnat d'Europe de Pocket-Bike en catégorie Junior C et neuvième du championnat d'Italie de Pocket-Bike. En 2005, il finit vice-champion d'Europe de Pocket-Bike en catégorie Junior Mini et huitième du championnat d'Italie de Pocket-Bike en catégorie Senior Mini. Enfin, en 2006, il termine vice-champion d'Europe de Pocket-Bike en catégorie Senior Open.
En 2007, Zarco est sélectionné pour participer à la Red Bull MotoGP Rookies Cup. Il remporte la compétition une course avant la fin du championnat qu'il termine avec sept podiums sur huit courses dont quatre victoires,. Il reste à l'heure actuelle le seul pilote français à avoir remporté ce championnat.
En 2008, Zarco intègre la Red Bull MotoGP Academy afin de participer au championnat d'Espagne, mais il quitte l'équipe en cours d'année, sans en révéler la raison,. Il est invité par l'équipe Gabrielli en championnat d'Italie à Vallelunga pour participer à deux courses avant la journée de test avec une Aprilia GP. Il remporte ces deux courses.

### 125cm3(2009-2011)

#### 2009-2010: L'apprentissage
Johann Zarco intègre Championnat du monde de vitesse moto dans la catégorie 125 cm3 au guidon d'une Aprilia du WTR San Marino Team.
Pour sa première course au Qatar le 12 avril 2009, le pilote français se qualifie en 14e position. La course ne va durer que 4 tours en raison du déluge. En terminant 15e, Zarco rentre dans les points et marque 0,5 point, la course n'ayant pas atteint la distance minimale qui attribue le maximum de points.
Il entre dans les points à sept autres reprises lors de la saison. Sa meilleure performance de la saison a lieu lors du Grand Prix d'Italie sur le Circuit du Mugello. Au cours cette course, il obtient sa meilleure qualification de la saison (septième) et son meilleur classement en course (sixième),.
Il termine vingtième du championnat avec 32,5 points . En fin d'année, il dispute deux manches du championnat d'Espagne de vitesse moto qu'il termine à la première et à la deuxième place.
En 2010, Johann Zarco reste dans le WTR San Marino Team, son objectif étant de jouer régulièrement le Top 10 en course,.
Zarco commence la saison par huit courses d'affilée dans les points, dont cinq top 10.
Il réalise sa meilleure performance en qualification au Grand Prix de Grande-Bretagne, où il obtient le cinquième temps, tandis que sa meilleure performance en course a lieu en Allemagne, où il finit sa course à la sixième place. Il est alors dixième du championnat.
En République tchèque, il rate sa course (19e), mais réalise son premier meilleur tour en course. La suite de la saison est plus difficile, avec 3 abandons consécutifs. Il termine cependant 5 courses entre la 10 et 13e place. Il achève sa saison à la 11e place.

#### 2011: La lutte pour le titre
En 2011, Zarco rejoint Ajo Motorsport, sacrée dans la catégorie la saison précédente avec Marc Márquez.
Le 3 avril, il grimpe sur son premier podium lors du Grand Prix d'Espagne à Jerez, en se classant 3e.
Le 1er mai, au Portugal, il accroche son deuxième podium de suite, avec un écart de deux millièmes sur Maverick Viñales, en se classant 3e.
Le 5 juin, il finit premier du Grand Prix de Catalogne, mais la direction de course lui donne vingt secondes de pénalité pour avoir poussé Nicolas Terol dans l'herbe dans la dernière ligne droite du Grand Prix. Il est alors reclassé 6e.
Le 12 juin, il monte sur la seconde marche du podium du circuit de Silverstone. A la lutte pour la victoire face à Jonas Folger sur une piste glissante, il se fait dépasser par le pilote allemand dans les derniers tours et termine deuxième. Il reprend alors la troisième place au classement général.
Le 2 juillet, Zarco signe sa première pole position au Grand Prix d'Italie, sur une piste humide. Le lendemain, il mène une longue partie de la course, mais Terol le passe dans les derniers mètres. Ce résultat lui permet de passer deuxième du championnat.
Le 17 juillet, le Français monte à nouveau sur le podium au Sachsenring. A l'issue d'un final serré face à Héctor Faubel, le cannois pense avoir remporté sa première victoire dans le championnat, mais le pilote espagnol est déclaré vainqueur du Grand Prix. En effet, les pilotes ne pouvant être départagés par la photo-finish, le règlement sportif indique que la victoire doit être attribuée au pilote ayant établi le meilleur temps. Faubel l'ayant réalisé, il est déclaré vainqueur, au détriment de Zarco.
Il remporte néanmoins son premier succès lors du Grand Prix du Japon, le 2 octobre 2011. Le 16 octobre, lors du Grand Prix d'Australie, il prend la troisième place et revient à 25 points de Nicolas Terol, leader du championnat, alors qu'il reste encore deux courses.
Une semaine plus tard, lors du Grand Prix de Malaisie, Zarco, parti quinzième, remonte pour terminer sur la troisième marche du podium, devant Terol, cinquième, et conserve tout espoir de titre.
Enfin, lors du dernier Grand Prix de la saison à Valence, il est contraint à l'abandon et laisse le titre à Terol pour 40 points.

### Moto2 (2012-2016)

#### 2012: Rookie de l'année
Johann Zarco signe chez Japan-Italy-Racing (JIR) pour ses débuts en Moto2. Il se fixe pour objectif de finir dans le Top 10. Au cours de cette saison, il réussit à rentrer 9 fois dans le Top 10. Son meilleur résultat est une 4e place, acquise au Portugal. Il achève cette saison au 10e rang avec 95 points et 3 abandons.

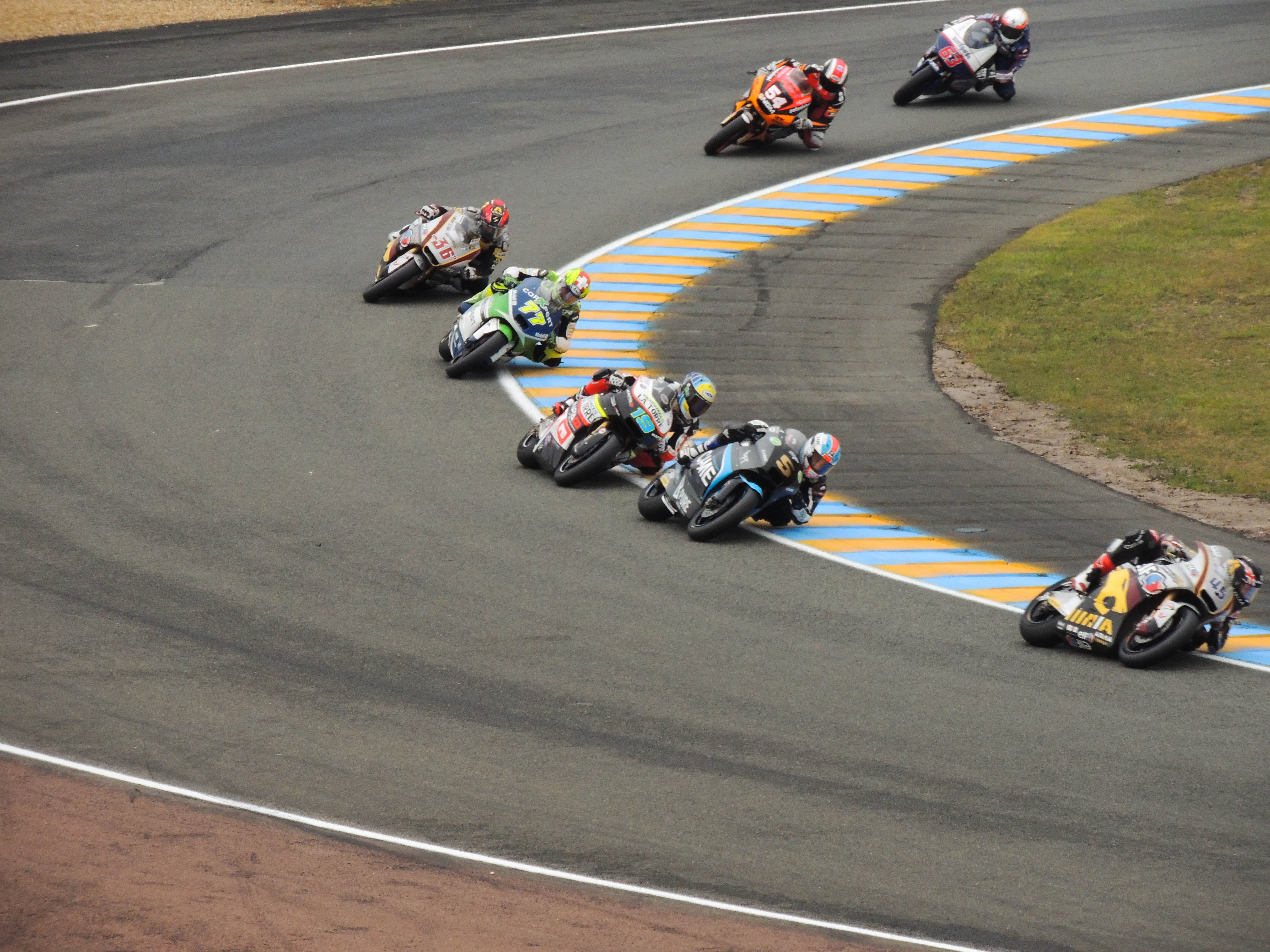
Scott Redding (45) mène la course du Mans en Moto2 devant Johann Zarco (5), Xavier Siméon (19), Dominique Aegerter (77), Mika Kallio (36), Mattia Pasini (54) et Mike Di Meglio (63).

#### 2013: Changement d'équipe et de moto
En 2013, Zarco signe avec Came IodaRacing Project, délaissant le châssis Motobi pour un châssis Suter. Le pilote tricolore monte sur son premier podium dans la catégorie en Italie, en terminant troisième. Il réalise onze Top 10, dont quatre Top 5. En fin de saison, lors du Grand Prix de Valence, il termine à la 3e place. Il termine le championnat à la 9e place avec 141 points et 2 abandons.

#### 2014: Une saison difficile

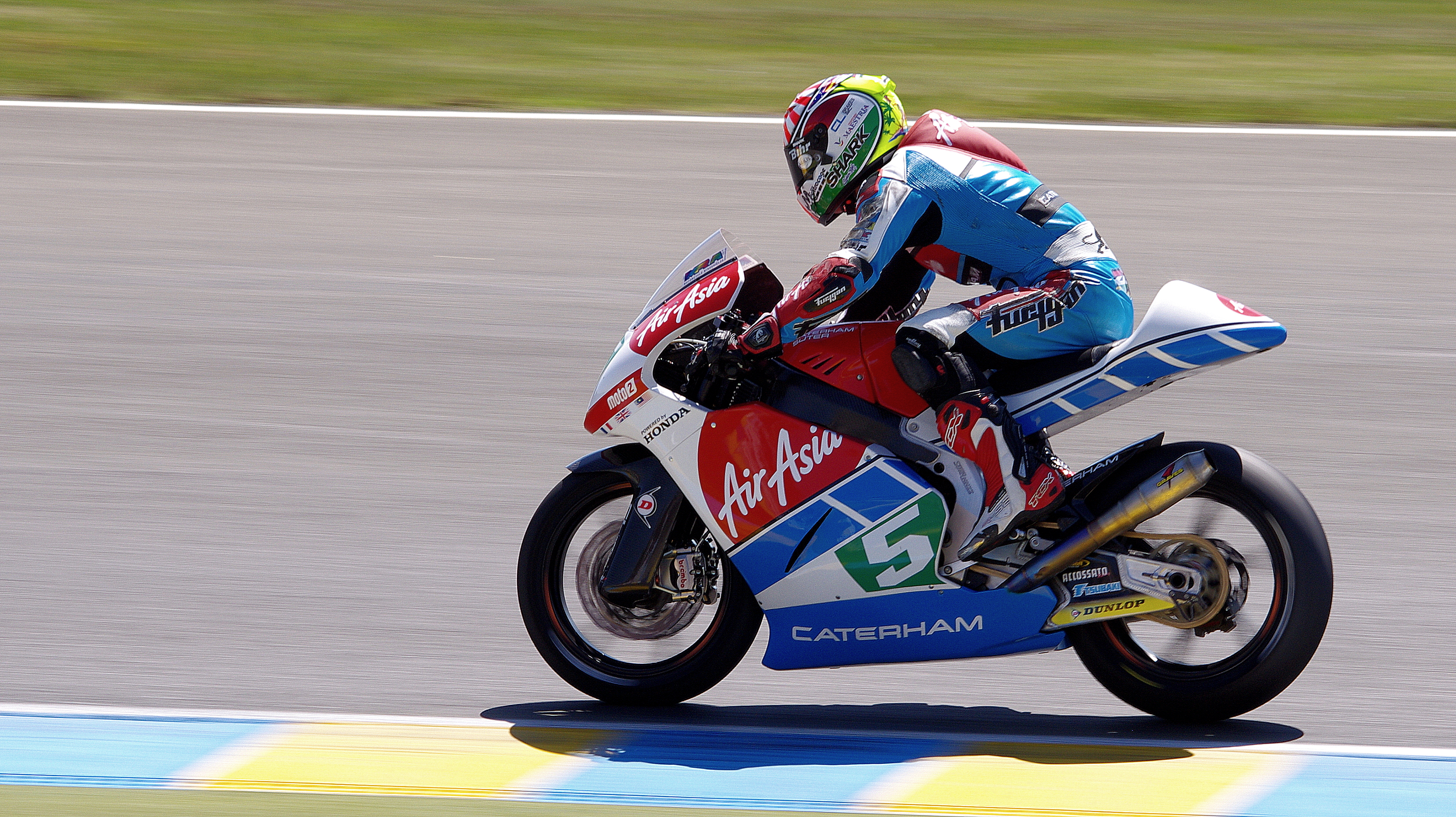
Johann Zarco en 2014 au Mans.

Pour 2014, Zarco rejoint l'équipe AirAsia Caterham. Il réalise un début de saison très compliqué avec trois abandons et deux résultats blancs en neuf courses. Il monte sur son premier podium de la saison en Catalogne. Sa fin de saison est meilleure, avec six top 5 en dix courses, dont trois podiums. Il achève la saison à la 6e place avec 146 points.

#### 2015: Combat gagnant pour le titre
En 2015, Zarco revient dans l'équipe Ajo Motorsport, et change de châssis moto, passant de Suter à Kalex, un châssis réputé plus facile à mettre au point. Dès la première course disputée au Qatar, Zarco est à son avantage. En tête de la course à quatre tours de la fin, un problème de sélecteur de vitesses l'amène à rétrograder au classement. Après la course, Zarco n'incrimine pas ses mécaniciens et se déclare « heureux malgré tout », une attitude qui lui permet de s'assurer d'un total soutien de son équipe pour la suite de la saison. Il remporte sa première victoire en Moto2 à l'occasion du Grand Prix d'Argentine, prenant la tête du championnat. Quinze jours plus tard, il termine deuxième du Grand Prix d'Espagne à Jerez. Troisième lors du Grand Prix de France, il termine ensuite deuxième du Grand Prix d'Italie au Mugello puis remporte le Grand Prix de Catalogne à Montmelo. À Indianapolis, Johann Zarco monte pour la neuvième fois de suite sur le podium, égalant le record d'Olivier Jacque. Une semaine plus tard, il remporte le Grand Prix de République tchèque. Il est le premier pilote français à remporter quatre victoires lors d'une même saison. Disposant de 78 points d'avance à quatre Grand Prix de la fin de saison, il devient champion du monde lorsque Tito Rabat, son rival pour le titre, doit déclarer forfait en raison d'une blessure lors des essais du Grand Prix du Japon. Lors de cette course, Zarco remporte sa septième victoire de la saison. Une nouvelle victoire au Grand Prix de Malaisie lui permet d'achever la saison avec un total 8 victoires et de 352 points.

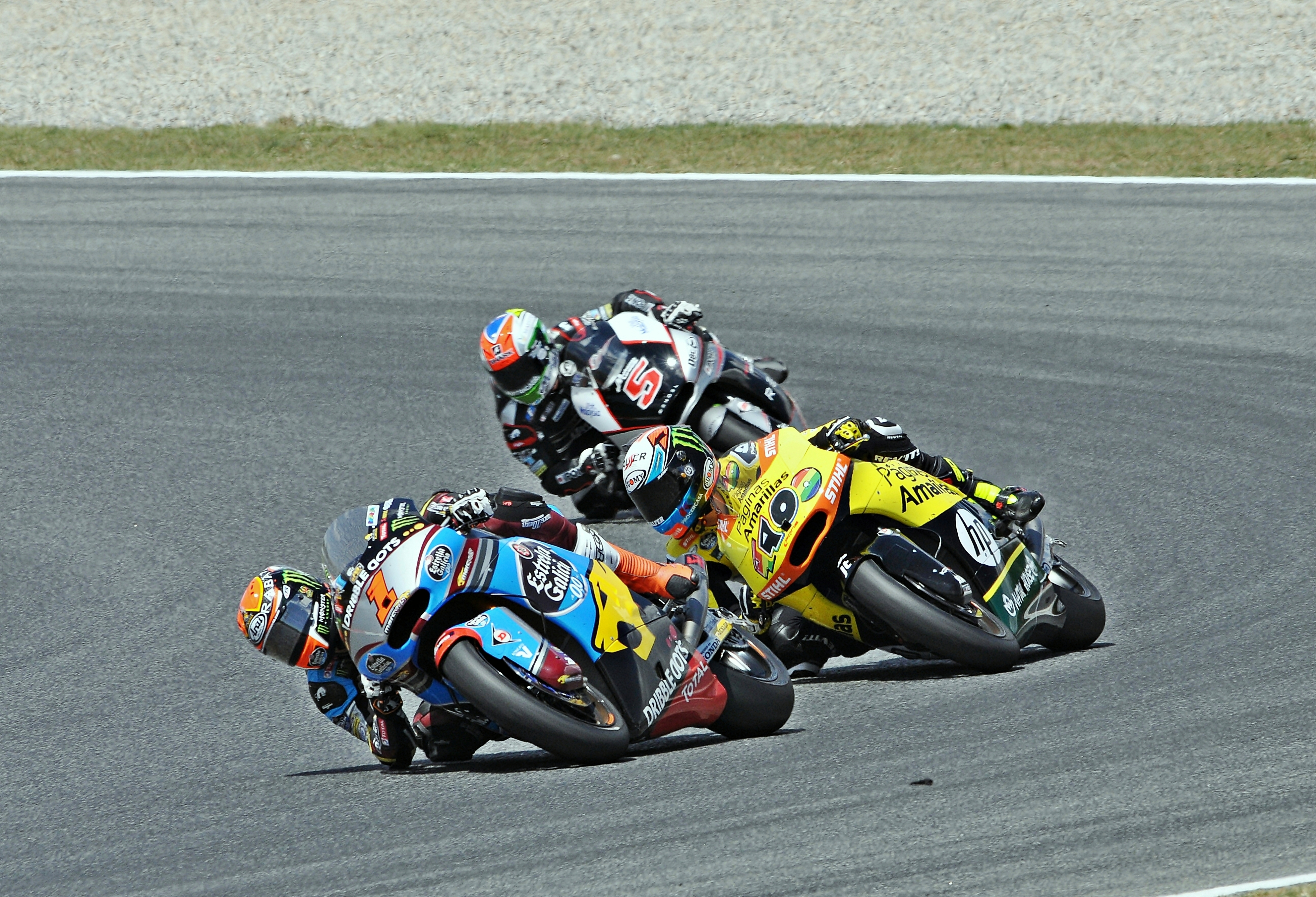
Bagarre en course de Johann Zarco face à Tito Rabat et Alex Rins au Grand Prix de Catalogne 2015.

#### 2016: Second titre mondial
Lors du premier Grand Prix de la saison, de nombreux pilotes - dont Zarco - réalisent un faux départ et reçoivent un ride-through. Il entame ensuite une remontée pour terminer à la 12e place. Il obtient sa première victoire de la saison en Argentine devant Lowes et Folger. Après des qualifications difficiles, le Français finit dans le Top 5 du Grand Prix d'Espagne.
Lors du Grand Prix de France, il chute et termine à la 24e position. En Italie, il mène une lutte acharnée contre Lorenzo Baldassarri, et remporte la course avec 30 millième d'avance sur l'Italien. Au Grand Prix de Catalogne, Zarco remporte la course et dédie sa victoire au pilote espagnol Luis Salom, décédé lors des essais du Grand Prix.
Au Sachsenring, une nouvelle lutte acharnée oppose Zarco au local de l'étape, Jonas Folger. Il s'impose sur la ligne avec une avance de 59 millièmes. Il enchaîne ensuite deux courses difficiles à Brno, finissant 11e en raison de mauvaises sensations au guidon de sa Kalex. À Silverstone, sur un freinage osé, il accroche Sam Lowes et subit une pénalité de vingt secondes. Il termine la course à la 22e place.
Vainqueur du Grand Prix de Malaisie, il devient le premier double champion du monde Moto2 de l'histoire,. Il termine son parcours en Moto2 par une pole et une victoire à Valence.
En raison de ses caractéristiques et tout particulièrement sa gestion de course, il est surnommé lors de cette saison par des journalistes britanniques le « Professeur », en référence à Alain Prost.
Au cours de cette saison, Zarco est avec Livio Loi (engagé en Moto3) le seul pilote à terminer toutes les courses du championnat. Il réalise également la performance de terminer toutes ses courses lors de deux championnats consécutifs, faisant de lui le seul à avoir accompli cet exploit pour les trois catégories du MotoGP.

### MotoGP (depuis 2017)

#### 2017: Des débuts prometteurs

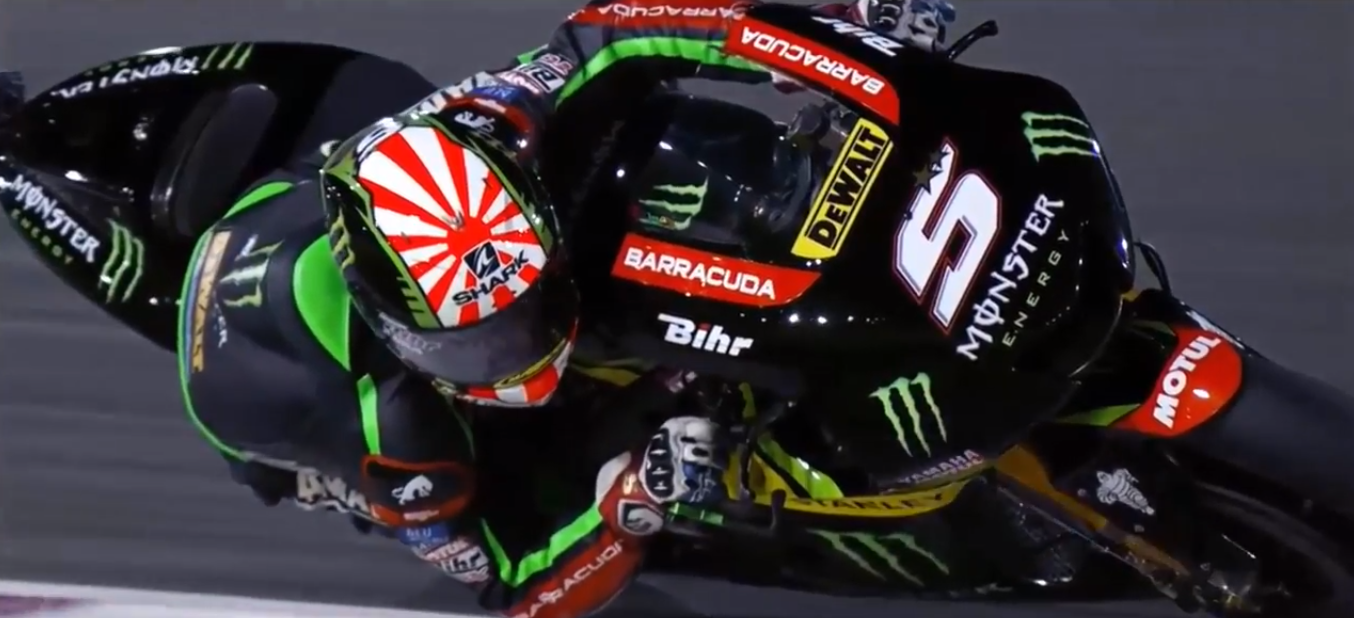
Johann Zarco au Grand Prix du Qatar 2017.

Le 14 juillet 2016, Johann Zarco signe un contrat avec l'écurie Tech3 pour courir en MotoGP en 2017.
Lors du premier Grand Prix de la saison au Qatar, il prend un excellent départ et mène la course durant six tours avant de chuter. Il poursuit sa bonne dynamique lors des 2 Grands Prix suivants en terminant à la 5e place en Argentine et aux États-Unis, où il sera un temps en lutte pour le podium avec Valentino Rossi, avant de rendre les armes face à l'Italien et de se faire dépasser par Cal Crutchlow dans les derniers tours.
Au Grand Prix de France, après quelques tours en tête, il termine en deuxième position, profitant de la chute de Valentino Rossi deux virages avant l'arrivée. Le 24 juin, à l'occasion du Grand Prix des Pays-Bas, il décroche sa première pole position en catégorie reine. Lors de la course, il commet une erreur en changeant de pneumatiques alors qu'il y avait encore de l'eau sur la piste. Il finit 14e.
Au Grand Prix de Saint-Marin, alors 9e, Zarco tombe en panne d'essence dans le dernier secteur. Il réussit tout de même à pousser sa Yamaha jusqu'à la ligne d'arrivée. Après un Grand Prix d'Aragon en retrait (9e), il obtient sa deuxième pole position au Grand Prix du Japon et se qualifie en première ligne en Australie et en Malaisie. Il se classe respectivement 8e, 4e et 3e de ces trois courses.
Lors du dernier Grand Prix de la saison à Valence, en lutte pour la victoire face à Dani Pedrosa, il s'incline dans le dernier tour face au pilote espagnol et termine deuxième. Il achève cette saison à la sixième du championnat avec 174 points, obtenant les titres de "meilleur rookie" et du meilleur pilote indépendant.

#### 2018: À la recherche d'une première victoire
Considéré comme un des hommes forts de l'année précédente chez Yamaha, Zarco concrétise les ambitions placés sur lui en réalisant le 3e temps cumulé des journées test de Valence mi-novembre 2017. Il réalise le 10e temps au cumulé lors des essais hivernaux de Sepang, puis le meilleur temps combiné des essais pré-saison de Losail.
Plus en retrait lors des essais du premier Grand Prix de la saison au Qatar, et victime d'une chute avant les qualifications, le Cannois parvient cependant à réaliser la pole position, sa troisième en catégorie MotoGP. Victime de soucis pneumatiques en course, il rétrograde jusqu'en 8e position, après avoir mené les deux premiers tiers de la course.
Lors du deuxième Grand Prix de la saison, en Argentine, il signe le troisième temps lors des qualifications. S'accrochant au groupe de tête durant la course, il prend la tête du Grand Prix lors du vingtième tour, mais se fait finalement doubler par le Britannique Cal Crutchlow, qui l'emporte. Il termine deuxième.
Le 3 mai, le Français officialise son départ de l'équipe Tech3 et annonce rejoindre l'écurie Red Bull KTM Factory Racing pour la saison 2019.
En Espagne, lors du quatrième Grand Prix de la saison, il monte à nouveau sur le podium en terminant deuxième.
Lors du Grand Prix de France, Zarco réalise la pole position. Lors de la course, il est victime d'une chute alors qu’il évolue en deuxième position et abandonne.
Au cours du Grand Prix d'Australie, il fait une chute spectaculaire qui endommage la moto de Marc Márquez. Les deux pilotes s'en sortent cependant sans blessures. À Sepang, Zarco signe sa troisième pole position de l'année et termine troisième le lendemain. Il achève sa dernière course avec Tech3 avec une neuvième place au Grand Prix de Valence. Il termine sixième du championnat, obtenant à nouveau le titre de meilleur pilote indépendant.

#### 2019: L'impasse KTM

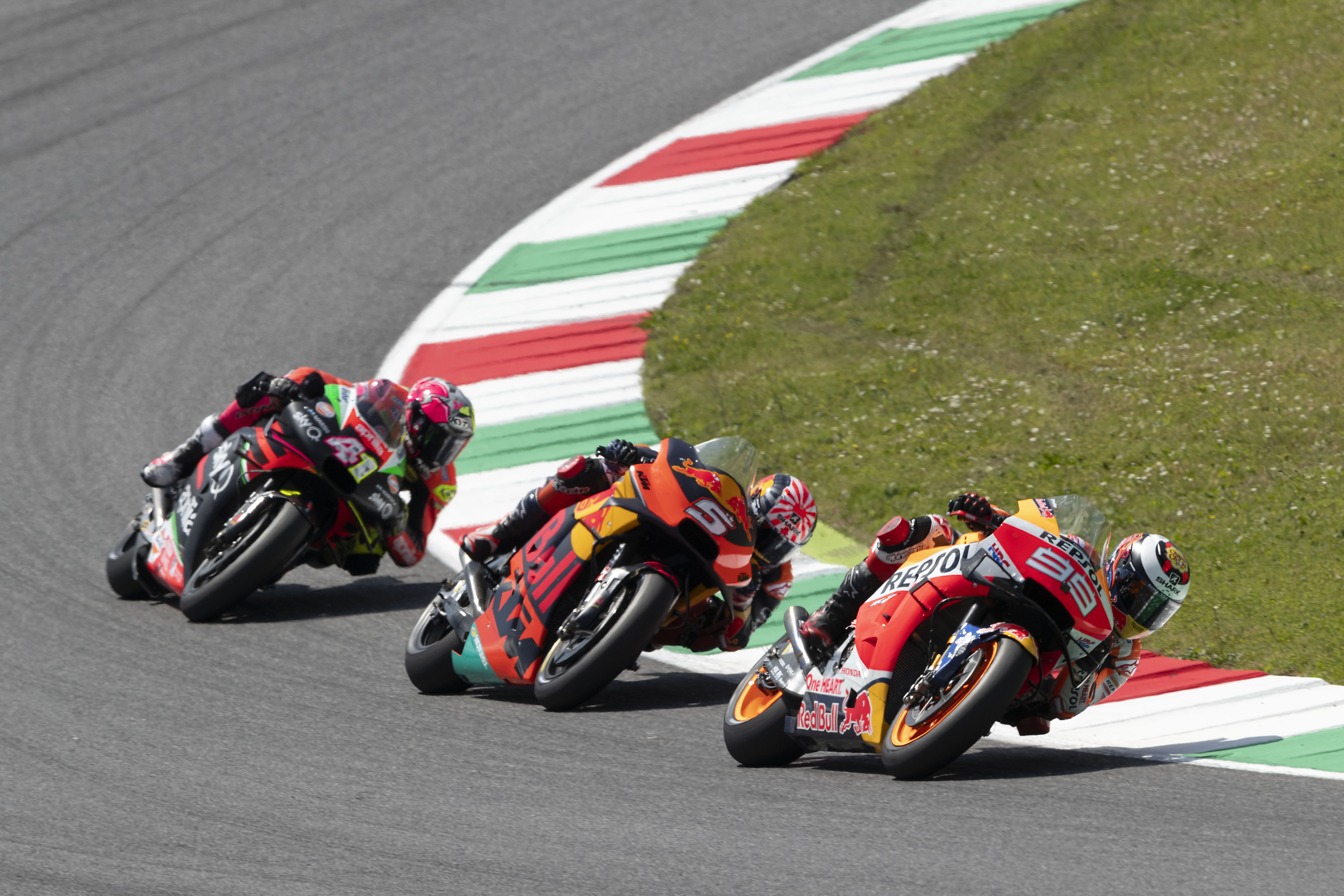
Johann Zarco face à Jorge Lorenzo (99) et Aleix Espargaró (41) au Grand Prix d'Italie 2019.

En 2019, Zarco se lance dans un nouveau défi en s'engageant au sein de l'équipe Red Bull KTM Factory Racing pour deux saisons.
La saison se révèle cependant très difficile pour le Français, qui n'arrive pas à s'adapter à sa nouvelle moto. Malgré de nombreuses modifications, celles-ci ne lui permettent pas de trouver de meilleurs résultats et d'éviter les chutes. Le Cannois se plaint régulièrement de sa moto et de son comportement, sans arriver à trouver les bons réglages.
L'absence de résultats du Français, couplée à de nombreuses critiques répétées publiquement envers la moto, poussent les deux parties à arrêter leur collaboration ; après le Grand Prix d'Autriche, le pilote et l'écurie décident de mettre fin au contrat qui les lie à l'issue de la saison 2019. À la suite de cette annonce, plusieurs pistes sont évoquées pour Zarco, dont un retour en Moto2, un programme de pilote d'essai pour Yamaha, ou un remplacement de Jorge Lorenzo chez Honda pour 2020, le pilote espagnol étant alors en difficulté au sein de l'équipe japonaise. Zarco exprime clairement son désir de rester dans la catégorie reine pour la saison suivante. Après toutes les spéculations autour de cette rupture, une rumeur affirme alors que Ducati s'intéresserait au pilote français pour l'engager en championnat du monde Superbike.
Le 17 septembre, son équipe annonce dans un communiqué la décision prise d'un commun accord avec le pilote de le remplacer par Mika Kallio pour le reste de la saison.
A la mi-octobre, le team LCR Honda dirigé par Lucio Cecchinello annonce la titularisation de Zarco pour remplacer Takaaki Nakagami lors des trois derniers Grand Prix de la saison, le pilote japonais devant se remettre d'une opération chirurgicale. Treizième en Australie, il abandonne lors des deux dernières courses de l'année sur chute.

#### 2020: Relance avec Ducati et Avintia
Fin 2019, Johann Zarco indique dans les colonnes de Moto Journal avoir signé un contrat avec Ducati afin de courir dans l'équipe Avintia en 2020 : « Mon objectif 2020 est de ne pas figurer au-delà de la 10e place, voire du top-7, et d’intégrer le team officiel en 2021. ».
Zarco commence sa saison en terminant dans les points des deux premières courses. Lors de la troisième manche, au Grand Prix de République tchèque, il crée la surprise en signant la pole position, devant son compatriote Fabio Quartararo. Contraint d'effectuer une pénalité de long lap après un incident avec Pol Espargaró, il finit troisième derrière Brad Binder et Franco Morbidelli.
Lors du Grand Prix d'Autriche, il est victime avec Franco Morbidelli d'un violent accident, dont les deux pilotes ne ressortent finalement qu'avec quelques blessures légères. Il est néanmoins pénalisé par la Fédération internationale de motocyclisme pour "pilotage irresponsable". Il écope en conséquence d'une pénalité pour le Grand Prix suivant, où il est contraint de s'élancer depuis les stands. Au-delà de cette sanction, il est décrié par certains membres du paddock, dont Valentino Rossi ou Dani Pedrosa.
Johann Zarco finit ensuite la saison sur une bonne dynamique, avec notamment plusieurs Top 5 et étant régulièrement premier ou deuxième pilote Ducati. Lors du dernier Grand Prix de la saison, à Portimao, il finit dixième. Il finit treizième du championnat du monde avec 77 points, terminant ainsi devant son coéquipier Tito Rabat.

#### 2021

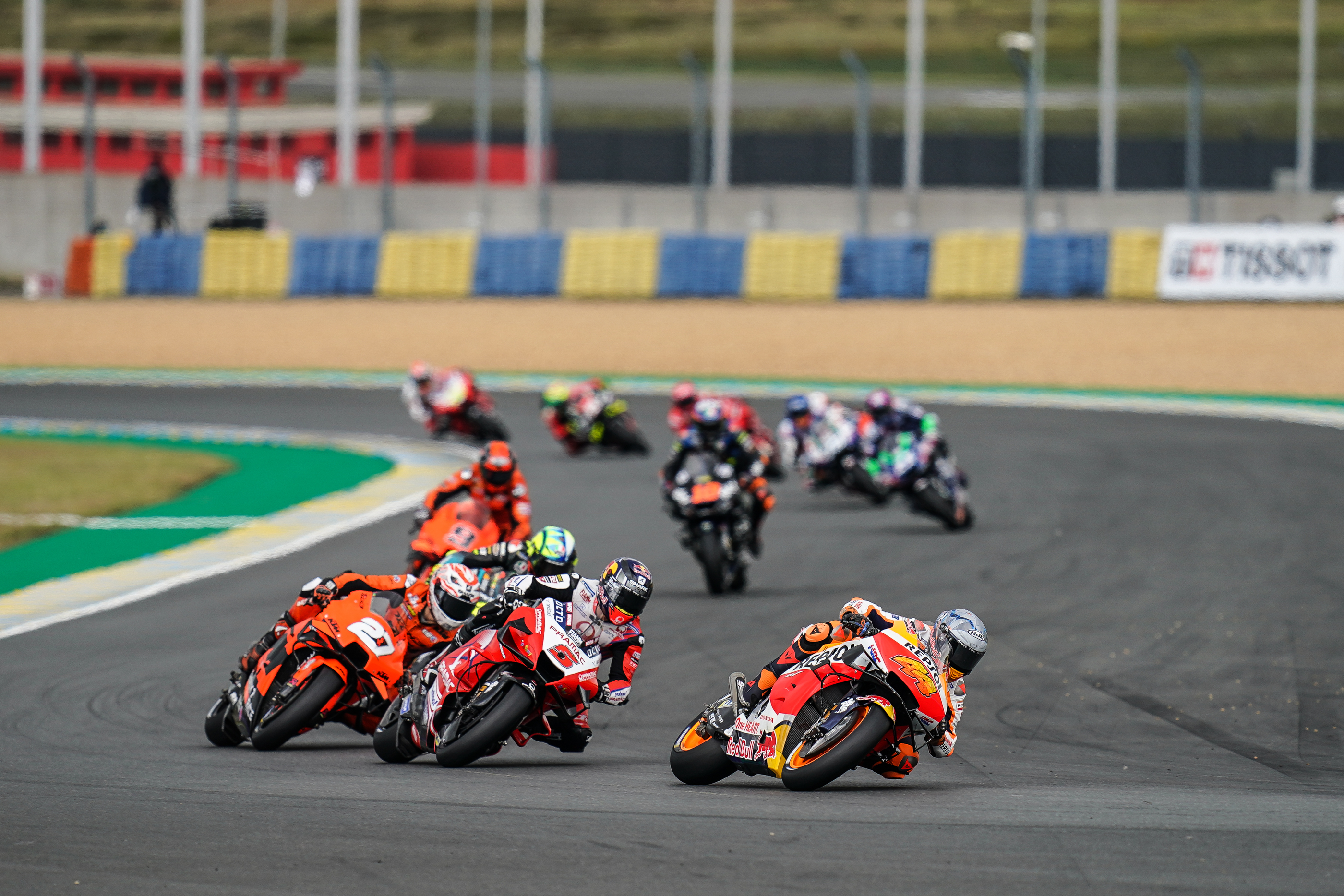
Johann Zarco face à Pol Espargaró (44) et Iker Lecuona (27) au Grand Prix de France 2021.

Grâce à ses bons résultats acquis en 2020, Zarco rejoint Pramac Racing pour la saison 2021.
Le 21 mars, le Français établit la meilleure vitesse de pointe de l’histoire du MotoGP lors de la quatrième journée de test au Qatar, à 357,6 km/h. Le 27 mars, à l'occasion de la quatrième séance d'essais libres du Grand Prix de Losail, il bat de façon officielle le record avec une vitesse de 362,4 km/h.
Dès le Grand Prix du Qatar, Zarco entame sa saison avec une 2e place.
Lors du Grand Prix de Doha, le Cannois monte de nouveau sur la 2e marche du podium, cette fois-ci derrière Fabio Quartararo. Les deux pilotes réalisent un doublé français, ce qui constitue alors une première depuis 1954 en MotoGP. A l'issue de cette 2e course, il mène alors le championnat du monde pour la première fois de sa carrière.
Il obtient ensuite 4 deuxièmes places en 7 courses, dont une au Mans, sous la pluie.
Après une deuxième moitié de saison moins fructueuse, Zarco termine à la 5e place au classement général, avec le titre de meilleur pilote indépendant, tandis que son écurie Ducati Pramac remporte le titre de meilleure écurie indépendante.

#### 2022
Zarco s'offre son premier podium de la saison avec une 3e position lors du Grand Prix d'Indonésie, sous la pluie.
Après une chute en Argentine et une neuvième place aux États-Unis, le Français arrache la pole position au Portugal dans des conditions météos variables. Le lendemain, après une course solide, il termine deuxième derrière Fabio Quartararo.

#### 2023
Le 22 août 2023, après le Grand Prix d'Autriche, Honda annonce que Johann Zarco s'engage avec LCR Honda pour 2 saisons.
Le 21 octobre, lors du Grand Prix d'Australie, après s'être élancé en cinquième position, Zarco parvient à prendre la tête de la course lors du dernier tour face à Jorge Martín, en difficulté avec ses pneumatiques, et remporte sa première victoire en MotoGP.
Peu après le dernier Grand Prix de la saison, Zarco retrouve le Team LCR pour la première fois depuis 2019 lors des essais de post-saison et réalise le 17e temps.

#### 2024
De retour chez LCR Honda, Johann Zarco est cette fois associé à Takaaki Nakagami. Pour le Grand Prix inaugural disputé au Qatar, il termine douzième. Lors du Grand Prix suivant, au Portugal, il termine à la quinzième position derrière son coéquipier. Lors du Grand Prix d'Espagne, il est contraint d'abandonner après neuf tours. 
En France, le Cannois termine douzième. Lors du Grand Prix de Catalogne, il chute lors de la course sprint après être parti en dix-huitième position. Le lendemain, il termine à la porte des points derrière Joan Mir. La semaine suivante, en Italie, il termine dix-neuvième. Après deux Grand Prix sans marquer de points, il termine treizième du Grand Prix des Pays-Bas. Au Grand Prix d'Émilie-Romagne, il termine quinzième. Il se qualifie en septième position du Grand Prix d'Indonésie. Il en profite ensuite pour marquer ses premier points en course sprint de la saison avec une huitième place. Le dimanche, il termine neuvième après une course mouvementée. Au cours de l'année, Zarco prolonge son contrat avec Honda. 
Au cours de la saison, dans le cadre championnat du monde d'endurance, Zarco rejoint l'équipe HRC with Japan Post pour disputer les 8 Heures de Suzuka. Le 21 juillet 2024, il remporte l'épreuve aux côtés de Teppei Nagoe et de Takumi Takahashi. 

#### 2025

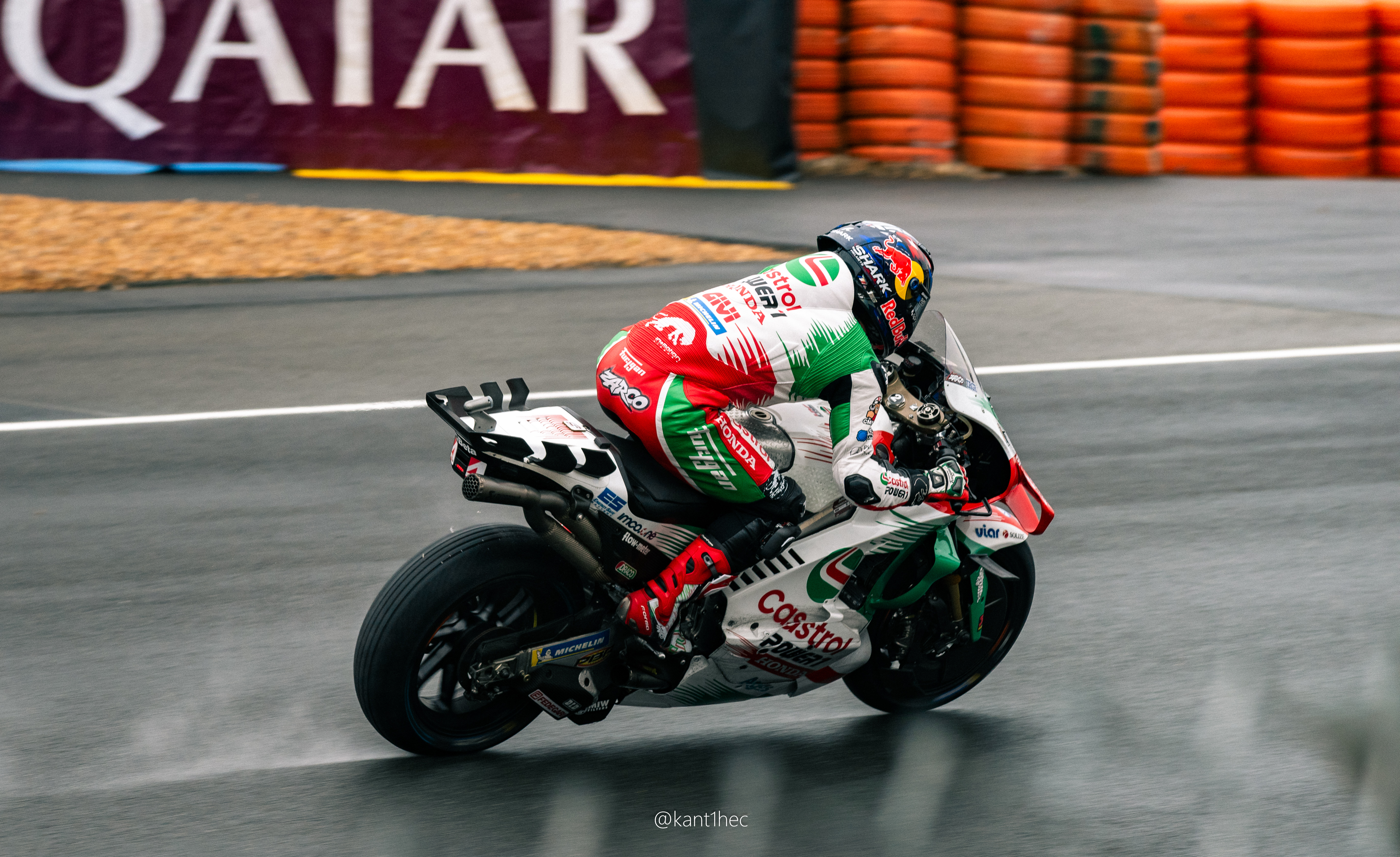
Johann Zarco pendant le Grand Prix de France 2025

Pour la saison 2025, Zarco est rejoint par le rookie Somkiat Chantra. Lors du premier Grand Prix de l'année, en Thaïlande, il se qualifie en douzième position. Lors la course sprint, il termine à la porte des point avec une dixième place. Il termine septième de la course principale, à deux dixièmes de Marco Bezzecchi. 
En France, Johann Zarco profite de conditions météorologiques difficiles et d'une course en configuration flag-to-flag pour prendre la tête du Grand Prix. Avec plus de vingt secondes d'avance sur Marc Márquez à l'issue du dernier tour, le Cannois remporte sa seconde victoire en MotoGP. Il devient le premier Français à remporter le Grand Prix de France en catégorie reine depuis Pierre Monneret en 1954, et le premier dans l'ère du MotoGP,. 
Lors du Grand Prix suivant, en Grande-Bretagne, le Français termine deuxième derrière Marco Bezzecchi.
Le 3 août, pour la deuxième année consécutive, il remporte les 8 Heures de Suzuka, aux côtés de Takumi Takahashi.

## Résultats en Grands Prix

### Par saison
Mise à jour après le Grand Prix moto de Grande-Bretagne 2025 :
| Année | Cat.    | Équipe                               | Constructeur | GP  | Victoires | Podiums | Poles | M.Tour | Points | Position |
| ----- | ------- | ------------------------------------ | ------------ | --- | --------- | ------- | ----- | ------ | ------ | -------- |
| 2009  | 125 cm3 | WTR San Marino Team                  | Aprilia      | 16  | 0         | 0       | 0     | 0      | 32.5   | 20e      |
| 2010  | 125 cm3 | WTR San Marino Team                  | Aprilia      | 17  | 0         | 0       | 0     | 1      | 77     | 11e      |
| 2011  | 125 cm3 | Ajo Motorsport                       | Derbi        | 17  | 1         | 11      | 4     | 4      | 262    | 2e       |
| 2012  | Moto2   | JIR Moto2                            | Motobi       | 17  | 0         | 0       | 0     | 0      | 94     | 10e      |
| 2013  | Moto2   | Came Ioda Racing project             | Suter        | 17  | 0         | 2       | 0     | 2      | 141    | 9e       |
| 2014  | Moto2   | Asia Caterham Moto Racing            | Suter        | 18  | 0         | 4       | 1     | 0      | 146    | 6e       |
| 2015  | Moto2   | Ajo Motorsport                       | Kalex        | 18  | 8         | 14      | 7     | 1      | 352    | 1er      |
| 2016  | Moto2   | Ajo Motorsport                       | Kalex        | 18  | 7         | 10      | 7     | 4      | 276    | 1er      |
| 2017  | MotoGP  | Monster Yamaha Tech3                 | Yamaha       | 18  | 0         | 3       | 2     | 4      | 174    | 6e       |
| 2018  | MotoGP  | Monster Yamaha Tech3                 | Yamaha       | 18  | 0         | 3       | 2     | 0      | 158    | 6e       |
| 2019  | MotoGP  | Red Bull KTM Factory Racing Team LCR | KTM Honda    | 16  | 0         | 0       | 0     | 0      | 30     | 18e      |
| 2020  | MotoGP  | Reale Avintia Racing                 | Ducati       | 14  | 0         | 1       | 1     | 1      | 77     | 13e      |
| 2021  | MotoGP  | Pramac Racing                        | Ducati       | 18  | 0         | 4       | 1     | 2      | 173    | 5e       |
| 2022  | MotoGP  | Pramac Racing                        | Ducati       | 20  | 0         | 4       | 2     | 2      | 166    | 8e       |
| 2023  | MotoGP  | Pramac Racing                        | Ducati       | 20  | 1         | 6       | 0     | 2      | 225    | 5e       |
| 2024  | MotoGP  | LCR Team                             | Honda        | 20  | 0         | 0       | 0     | 0      | 56     | 17e      |
| 2025  | MotoGP  | LCR Team                             | Honda        | 7   | 1         | 2       | 0     | 0      | 97     | *        |
| Total |         |                                      |              | 289 | 18        | 64      | 27    | 23     | 2536,5 |          |

### Par catégorie
Mise à jour après le Grand Prix moto de Grande-Bretagne 2025 :
| Catégorie | Année     | 1er GP     | 1er podium   | 1re victoire   | Courses | Victoires | Podiums | Pole | M.tours | Points | Titres |
| --------- | --------- | ---------- | ------------ | -------------- | ------- | --------- | ------- | ---- | ------- | ------ | ------ |
| 125 cm3   | 2009-2011 | Qatar 2009 | Espagne 2011 | Japon 2011     | 50      | 1         | 11      | 4    | 5       | 371.5  | 0      |
| Moto2     | 2012-2016 | Qatar 2012 | Italie 2013  | Argentine 2015 | 88      | 15        | 30      | 15   | 7       | 1009   | 2      |
| MotoGP    | 2017-     | Qatar 2017 | France 2017  | Australie 2023 | 151     | 2         | 23      | 8    | 11      | 1156   | 0      |
| Total     | 2009-     |            |              |                | 289     | 18        | 64      | 27   | 23      | 2536,5 | 2      |

### Par constructeurs
Mise à jour après le Grand Prix moto de Grande-Bretagne 2025 :
| Constructeurs | Catégories | Saisons | Courses | Victoires | Podiums | Pole positions | Meilleur tour | Points | Titres |
| ------------- | ---------- | ------- | ------- | --------- | ------- | -------------- | ------------- | ------ | ------ |
| Aprilia       | 125 cm3    | 2       | 33      | 0         | 0       | 0              | 1             | 109    | 0      |
| Derbi         | 125 cm3    | 1       | 17      | 1         | 11      | 4              | 4             | 262    | 0      |
| Motobi        | Moto2      | 1       | 17      | 0         | 0       | 0              | 0             | 94     | 0      |
| Suter         | Moto2      | 2       | 35      | 0         | 6       | 1              | 2             | 287    | 0      |
| Kalex         | Moto2      | 2       | 36      | 15        | 24      | 14             | 5             | 628    | 2      |
| Yamaha        | MotoGP     | 2       | 36      | 0         | 6       | 4              | 4             | 334    | 0      |
| KTM           | MotoGP     | 1       | 13      | 0         | 0       | 0              | 0             | 27     | 0      |
| Honda         | MotoGP     | 3*      | 29      | 1         | 1       | 0              | 0             | 131    | 0      |
| Ducati        | MotoGP     | 4       | 72      | 1         | 15      | 4              | 7             | 641    | 0      |
| Total         |            | 16      | 289     | 18        | 64      | 27             | 23            | 2536,5 | 2      |

### Par course
| Sais | Cat     | Moto        | 1       | 2       | 3       | 4        | 5       | 6       | 7      | 8       | 9       | 10     | 11      | 12      | 13      | 14       | 15      | 16      | 17      | 18      | 19      | 20      | 21  | 22  | Clas | Pts  |
| ---- | ------- | ----------- | ------- | ------- | ------- | -------- | ------- | ------- | ------ | ------- | ------- | ------ | ------- | ------- | ------- | -------- | ------- | ------- | ------- | ------- | ------- | ------- | --- | --- | ---- | ---- |
| 2009 | 125 cm3 | Aprilia     | QAT 15  | JPN Ab. | ESP 13  | FRA Ab.  | ITA 6   | CAT 13  | NED 21 | ALL 23  | GBR 13  | RTC 11 | IND 23  | RSM 16  | POR 9   | AUS 16   | MAL Ab. | VAL 15  |         |         |         |         |     |     | 20e  | 32.5 |
| 2010 | 125 cm3 | Aprilia     | QAT 12  | ESP 7   | FRA 11  | ITA 9    | GBR 8   | NED 12  | CAT 8  | ALL 6   | RTC 19  | IND 13 | RSM 12  | ARA 12  | JPN 10  | MAL 11   | AUS Ab. | POR Ab. | VAL Ab. |         |         |         |     |     | 11e  | 77   |
| 2011 | 125 cm3 | Derbi       | QAT 6   | ESP 3   | POR 3   | FRA 5    | CAT 6   | GBR 2   | NED 5  | ITA 2   | ALL 2   | RTC 2  | IND 5   | RSM 2   | ARA 2   | JPN 1    | AUS 3   | MAL 3   | VAL Ab. |         |         |         |     |     | 2e   | 262  |
| 2012 | Moto2   | Motobi      | QAT 12  | ESP 10  | POR 4   | FRA Ab.  | CAT 11  | GBR Ab. | NED 8  | ALL 11  | ITA 10  | IND 12 | RTC 7   | RSM 10  | ARA 6   | JPN 8    | MAL Ab. | AUS 6   | VAL Ab. |         |         |         |     |     | 10e  | 94   |
| 2013 | Moto2   | Suter       | QAT 12  | AME 6   | ESP 12  | FRA 5    | ITA 3   | CAT 7   | NED 6  | ALL 11  | IND 8   | CZE 5  | GBR 7   | RSM 7   | ARA 7   | MAL 6    | AUS Ab. | JAP Ab. | VAL 3   |         |         |         |     |     | 9e   | 141  |
| 2014 | Moto2   | Suter       | QAT 23  | AME Ab. | ARG 18  | SPA 8    | FRA Ab. | ITA 7   | CAT 3  | NED 4   | GER Ab. | IND 10 | CZE 9   | GBR 4   | RSM 3   | ARA 3    | JAP 4   | AUS Ab. | MAL 4   | VAL 3   |         |         |     |     | 6e   | 146  |
| 2015 | Moto2   | Kalex       | QAT 8   | AME 2   | ARG 1   | SPA 2    | FRA 3   | ITA 2   | CAT 1  | NED 1   | GER 2   | IND 2  | CZE 1   | GBR 1   | RSM 1   | ARA 6    | JAP 1   | AUS 7   | MAL 1   | VAL 7   |         |         |     |     | 1er  | 352  |
| 2016 | Moto2   | Kalex       | QAT 12  | ARG 1   | AME 3   | SPA 5    | FRA 24  | ITA 1   | CAT 1  | NED 2   | GER 1   | AUT 1  | CZE 11  | GBR 22  | RSM 4   | ARA 8    | JAP 2   | AUS 12  | MAL 1   | VAL 1   |         |         |     |     | 1er  | 276  |
| 2017 | MotoGP  | Yamaha      | QAT Ab. | ARG 5   | AME 5   | SPA 4    | FRA 2   | ITA 7   | CAT 5  | NED 14  | GER 9   | CZE 12 | AUT 5   | GBR 6   | RSM 15  | ARA 9    | JAP 8   | AUS 4   | MAL 3   | VAL 2   |         |         |     |     | 6e   | 174  |
| 2018 | MotoGP  | Yamaha      | QAT 8   | ARG 2   | AME 6   | SPA 2    | FRA Ab. | ITA 10  | CAT 7  | NED 8   | GER 9   | CZE 7  | AUT 9   | GBR C   | RSM 10  | ARA 14   | THA 5   | JAP 6   | AUS Ab. | MAL 3   | VAL 9   |         |     |     | 6e   | 158  |
| 2019 | MotoGP  | KTM / Honda | QAT 15  | ARG 15  | AME 13  | SPA 14   | FRA 13  | ITA 17  | CAT 10 | NED Ab. | GER Ab. | CZE 14 | AUT 12  | GBR Ab. | RSM 11  | ARA DNS  | THA DNS | JAP DNS | AUS 13  | MAL Ab. | VAL Ab. |         |     |     | 18e  | 30   |
| 2020 | MotoGP  | Ducati      | SPA 11  | AND 9   | CZE 3   | AUT Ab.  | STY 14  | RSM 15  | EMR 11 | CAT Ab. | FRA 5   | ARA 10 | TER 5   | EUR 9   | VAL Ab. | POR 10   |         |         |         |         |         |         |     |     | 13e  | 77   |
| 2021 | MotoGP  | Ducati      | QAT 2   | DOA 2   | POR Ab. | SPA 8    | FRA 2   | ITA 4   | CAT 2  | GER 8   | NED 4   | STY 6  | AUT Ab. | GBR 11  | ARA 17  | RSM 12   | AME Ab. | EMR 5   | ALG 5   | VAL 6   |         |         |     |     | 5e   | 173  |
| 2022 | MotoGP  | Ducati      | QAT 8   | IND 3   | ARG Ab. | AME 9    | POR 2   | ESP Ab. | FRA 5  | ITA 4   | CAT 3   | GER 2  | NED 13  | GBR Ab. | AUT 5   | RSM Ab.  | ARA 8   | JAP 11  | THA 4   | AUS 8   | MAL 9   | VAL Ab. |     |     | 8e   | 166  |
| 2023 | MotoGP  | Ducati      | POR 48  | ARG 2   | AME 7   | ESP Ab.8 | FRA 36  | ITA 34  | ALL 35 | NED Ab. | GBR 94  | AUT 13 | CAT 47  | RSM 10  | IND 6   | JPN Ab.5 | INA Ab. | AUS 1   | THA 109 | MAL 128 | QAT 12  | VAL 29  |     |     | 5e   | 225  |
| 2024 | MotoGP  | Honda       | QAT 12  | POR 15  | AME Ab. | ESP Ab.  | FRA 12  | CAT 16  | ITA 19 | NED 13  | ALL 17  | GBR 14 | AUT 21  | ARA 13  | RSM 12  | EMI 15   | INA 98  | JPN 11  | AUS 12  | THA 8   | MAL 11  | SLD 14  |     |     | 17e  | 55   |
| 2025 | MotoGP  | Honda       | THA 7   | ARG 64  | AME 17  | QAT 4    | ESP 11  | FRA 16  | GBR 25 | ARA     | ITA     | NED    | ALL     | TCH     | AUT     | HON      | CAT     | RSM     | JPN     | IND     | AUS     | MAL     | POR | VAL | 5e*  | 97*  |

*Saison en cours

### Par Grand Prix
Mise à jour après le Grand Prix moto de Grande-Bretagne 2025 :
| Grands Prix        | Circuits                      | Participations | Pole Positions | Meilleurs tours | Podiums | Victoires | Année de la victoire | Abandons | Points inscrits |
| ------------------ | ----------------------------- | -------------- | -------------- | --------------- | ------- | --------- | -------------------- | -------- | --------------- |
| Qatar              | Losail                        | 13             | 1              | 2               | 1       | 0         | -                    | 1        | 72 pts          |
| Argentine          | Autódromo Termas de Río Hondo | 8              | 1              | 1               | 4       | 2         | 2015, 2016           | 1        | 102 pts         |
| Austin             | Circuit des Amériques         | 9              | 0              | 0               | 2       | 0         | -                    | 2        | 77 pts          |
| Espagne            | Jerez                         | 13             | 0              | 0               | 3       | 0         | -                    | 1        | 120 pts         |
| France             | Le Mans                       | 14             | 1              | 0               | 3       | 1         | 2025                 | 4        | 108 pts         |
| Italie             | Mugello                       | 13             | 1              | 3               | 4       | 1         | 2016                 | 0        | 154 pts         |
| Catalogne          | Barcelone                     | 14             | 2              | 3               | 5       | 2         | 2015, 2016           | 0        | 163 pts         |
| Pays-Bas           | TT Circuit Assen              | 13             | 2              | 0               | 2       | 1         | 2015                 | 1        | 117 pts         |
| Allemagne          | Sachsenring                   | 13             | 2              | 0               | 4       | 1         | 2016                 | 2        | 127 pts         |
| République tchèque | Brno                          | 11             | 2              | 2               | 2       | 1         | 2015                 | 0        | 97 pts          |
| Autriche           | Red Bull Ring                 | 7              | 1              | 2               | 1       | 1         | 2016                 | 1        | 59 pts          |
| Grande-Bretagne    | Silverstone                   | 11             | 2              | 0               | 3       | 1         | 2015                 | 2        | 124 pts         |
| Saint-Marin        | Misano                        | 15             | 3              | 1               | 3       | 1         | 2015                 | 1        | 115 pts         |
| Aragon             | Motorland Aragon              | 14             | 0              | 0               | 2       | 0         | -                    | 0        | 111 pts         |
| Thaïlande          | Buriram                       | 2              | 0              | 1               | 0       | 0         | -                    | 0        | 24 pts          |
| Japon              | Motegi                        | 10             | 4              | 1               | 3       | 2         | 2011, 2015           | 2        | 120 pts         |
| Australie          | Phillip Island                | 12             | 1              | 2               | 1       | 1         | 2023                 | 4        | 88 pts          |
| Malaisie           | Sepang                        | 12             | 2              | 0               | 5       | 2         | 2015, 2016           | 3        | 133 pts         |
| Valence            | Valence                       | 15             | 1              | 2               | 3       | 1         | 2016                 | 5        | 113 pts         |
| Indianapolis       | Indianapolis Motor Speedway   | 7              | 0              | 0               | 1       | 0         | -                    | 0        | 52 pts          |
| Portugal           | Estoril                       | 4              | 0              | 0               | 1       | 0         | -                    | 1        | 36 pts          |
| Grande-Bretagne    | Donington Park                | 1              | 0              | 0               | 0       | 0         | -                    | 0        | 3 pts           |

## Palmarès
Mise à jour après le  Grand Prix moto de France 2025 :
- 15 saisons (3 en 125 cm3 / 5 en Moto2 / 7 en MotoGP)
- 2 titres de champion du monde (2 en Moto2)
- 1 place de vice-champion du monde (1 en 125 cm3)
- 244 départs (50 en 125 cm3 / 88 en Moto2 / 106 en MotoGP)
- 70 départs de la première ligne (9 en 125 / 36 en Moto 2 / 25 en MotoGP)
- 18 victoires (1 en 125 cm3 / 15 en Moto2 / 2 en MotoGP)
- 24 deuxième place (6 en 125 cm3 / 7 en Moto2 / 11 en MotoGP)
- 15 troisième place (4 en 125 cm3 / 8 en Moto2 / 5 en MotoGP)
- 26 pole position (4 en 125 cm3 / 15 en Moto2 / 7 en MotoGP)
- 11 victoires depuis la pole position (1 en 125 cm3 / 10 en Moto2)
- 57 podiums (11 en 125 cm3 / 30 en Moto2 / 16 en MotoGP)
- 16 meilleurs tours en course (5 en 125 cm3 / 7 en Moto2 / 7 en MotoGP)
- 4 hat-tricks (victoire + pole + meilleur tour)
- 190 arrivées dans les points
- 32 abandons
- 2346,5 points marqués en championnat du monde (371,5 en 125 cm3 / 1009 en Moto2 / 950 en MotoGP)

### Victoire en125cm3: 1
| Année | Lieu du Grand Prix       | Circuit           | Ville  | Grille |
| ----- | ------------------------ | ----------------- | ------ | ------ |
| 2011  | Grand Prix moto du Japon | Circuit de Motegi | Motegi | Pole   |

### Victoire en Moto2: 15
| Année | Lieu du Grand Prix                           | Circuit                               | Ville                | Grille |
| ----- | -------------------------------------------- | ------------------------------------- | -------------------- | ------ |
| 2015  | Grand Prix moto d'Argentine                  | Autódromo Termas de Río Hondo         | Santiago del Estero  | Pole   |
| 2015  | Grand Prix moto de Catalogne                 | Circuit de Catalogne                  | Barcelone            | Pole   |
| 2015  | Grand Prix moto des Pays-Bas                 | TT Circuit Assen                      | Assen                | Pole   |
| 2015  | Grand Prix moto de République tchèque        | Circuit de Masaryk                    | Brno                 | Pole   |
| 2015  | Grand Prix moto de Grande-Bretagne           | Circuit de Silverstone                | Silverstone          | 3e     |
| 2015  | Grand Prix moto de Saint-Marin               | Misano World Circuit Marco Simoncelli | Misano               | Pole   |
| 2015  | Grand Prix moto du Japon                     | Circuit de Motegi                     | Motegi               | Pole   |
| 2015  | Grand Prix moto de Malaisie                  | Circuit international de Sepang       | Sepang               | 2e     |
| 2016  | Grand Prix moto d'Argentine                  | Autódromo Termas de Río Hondo         | Santiago del Estero  | 2e     |
| 2016  | Grand Prix moto d'Italie                     | Circuit du Mugello                    | Mugello              | 6e     |
| 2016  | Grand Prix moto de Catalogne                 | Circuit de Catalogne                  | Barcelone            | Pole   |
| 2016  | Grand Prix moto d'Allemagne                  | Sachsenring                           | Hohenstein-Ernstthal | 2e     |
| 2016  | Grand Prix moto d'Autriche                   | Circuit de Spielberg                  | Spielberg            | Pole   |
| 2016  | Grand Prix moto de Malaisie                  | Circuit international de Sepang       | Sepang               | Pole   |
| 2016  | Grand Prix moto de la Communauté valencienne | Circuit de Valence                    | Valence              | Pole   |

### Victoires en MotoGP: 2
| Année | Lieu du Grand Prix          | Circuit                   | Ville     | Grille |
| ----- | --------------------------- | ------------------------- | --------- | ------ |
| 2023  | Grand Prix moto d'Australie | Circuit de Phillip Island | Melbourne | 5e     |
| 2025  | Grand Prix moto de France   | Circuit Bugatti           | Le Mans   | 11e    |

### Victoires au 8 heures de Suzuka 8
| Année | Équipe   | Équipiers                     | Moto                 | Pos |
| ----- | -------- | ----------------------------- | -------------------- | --- |
| 2024  | Team HRC | Takumi Takahashi Teppei Nagoe | Honda CBR1000RR-R SP | 1er |
| 2025  | Team HRC | Takumi Takahashi              | Honda CBR1000RR-R SP | 1er |